# Carla Medina
Carla Rubí Medina Villarreal (Monterrey, 29 giugno 1984) è una cantante e chitarrista messicana.

## Programmi
- 2002 -2012 Zapping Zone